# بصراما
بصراما (به عربی: بصراما) یک روستا در سوریه است که در استان لاذقیه واقع شده‌است. بصراما ۵۲۲ نفر جمعیت دارد.